# Javhen Uladzimiravics Jablonszki
Javhen Uladzimiravics Jablonszki (belaruszul: Яўген Яблонскi; Cserveny, 1995. május 10. –) fehérorosz válogatott labdarúgó, a Asztérasz Trípolisz középpályása.

## Pályafutása

### A válogatottban
2019-ben hívták be a fehérorosz válogatottba. 2019. szeptember 6-án a 2020-as Európa-bajnoki selejtező mérkőzésen mutatkozott be az észt válogatott ellen. Első gólját 2020. október 14-én szerezte az UEFA Nemzetek Ligája mérkőzésen a kazak válogatott ellen 2–0-ra megnyert mérkőzésen.

## Sikerei, díjai
BATE Bariszav
- Fehérorosz Premier Liga: 2014, 2015, 2016, 2017, 2018
- Fehérorosz kupa: 2014–15, 2019–20, 2020–21
- Fehérorosz szuperkupa: 2015, 2016, 2017